# Зґода (Західнопоморське воєводство)
Зґода (пол. Zgoda, нім. Louisenthal) — село в Польщі, у гміні Мислібуж Мисліборського повіту Західнопоморського воєводства.
Населення — 166 осіб (2011).
У 1975-1998 роках село належало до Гожовського воєводства.

## Демографія
Демографічна структура станом на 31 березня 2011 року:
|          | Загалом | Допрацездатний вік | Працездатний вік | Постпрацездатний вік |
| -------- | ------- | ------------------ | ---------------- | -------------------- |
| Чоловіки | 85      | 16                 | 59               | 10                   |
| Жінки    | 81      | 17                 | 48               | 16                   |
| Разом    | 166     | 33                 | 107              | 26                   |